# Северо-Восточное викариатство
Северо-Восточное викариатство — викариатство Московской епархии Русской православной церкви, объединяющее благочиния в Северо-Восточном административном округе города Москвы. Включает в себя два благочиния — Сергиевское и Троицкое.
С 11 апреля 2024 года управление Северо-Восточным викариатством города Москвы поручено высокопреосвященному Фоме, архиепископу Одинцовскому и Красногорскому, викарию Святейшего Патриарха Московского и всея Руси.
Распоряжением Святейшего Патриарха Кирилла от 2 августа 2024 г. управляющим Северо-Восточным викариатством Московской (городской) епархии назначен митрополит Звенигородский Арсений (Перевалов). Также Патриаршим указом от 2 августа он назначен настоятелем храма Живоначальной Троицы в Свиблове г. Москвы.

## Сергиевское благочиние
Включает следующие районы Северо-Восточного административного округа: Северный, Лианозово, Бибирево, Алтуфьево, Отрадное, Северное Медведково, Южное Медведково, Лосиноостровский, Бабушкинский, Ярославский, Свиблово.
Благочинный — протоиерей Анатолий Алефиров, настоятель храма Воздвижения Креста Господня в  Алтуфьеве.
На территории входящего в благочиние Лосиноостровского района летом 2015 года развернулось масштабное противостояние, вызванное начавшимися 18 июня 2015 года работами по строительству храма в парке Торфянка. Это противостояние, на первых порах «заурядный конфликт районного масштаба», выбилось в первые ряды новостей, вышло на общемосковский уровень и привлекло личное внимание Патриарха Кирилла.

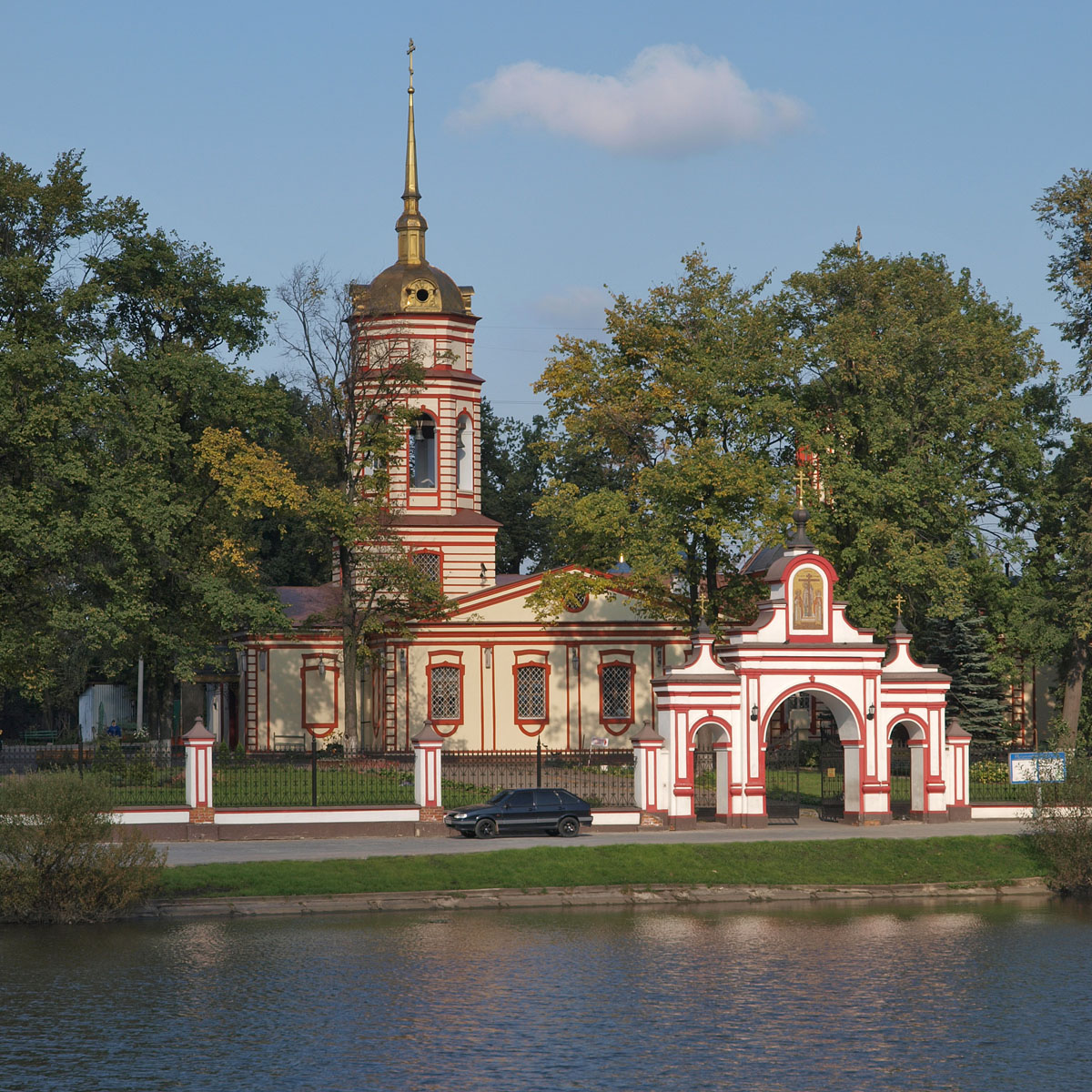
Храм Воздвижения Креста Господня в Алтуфьеве
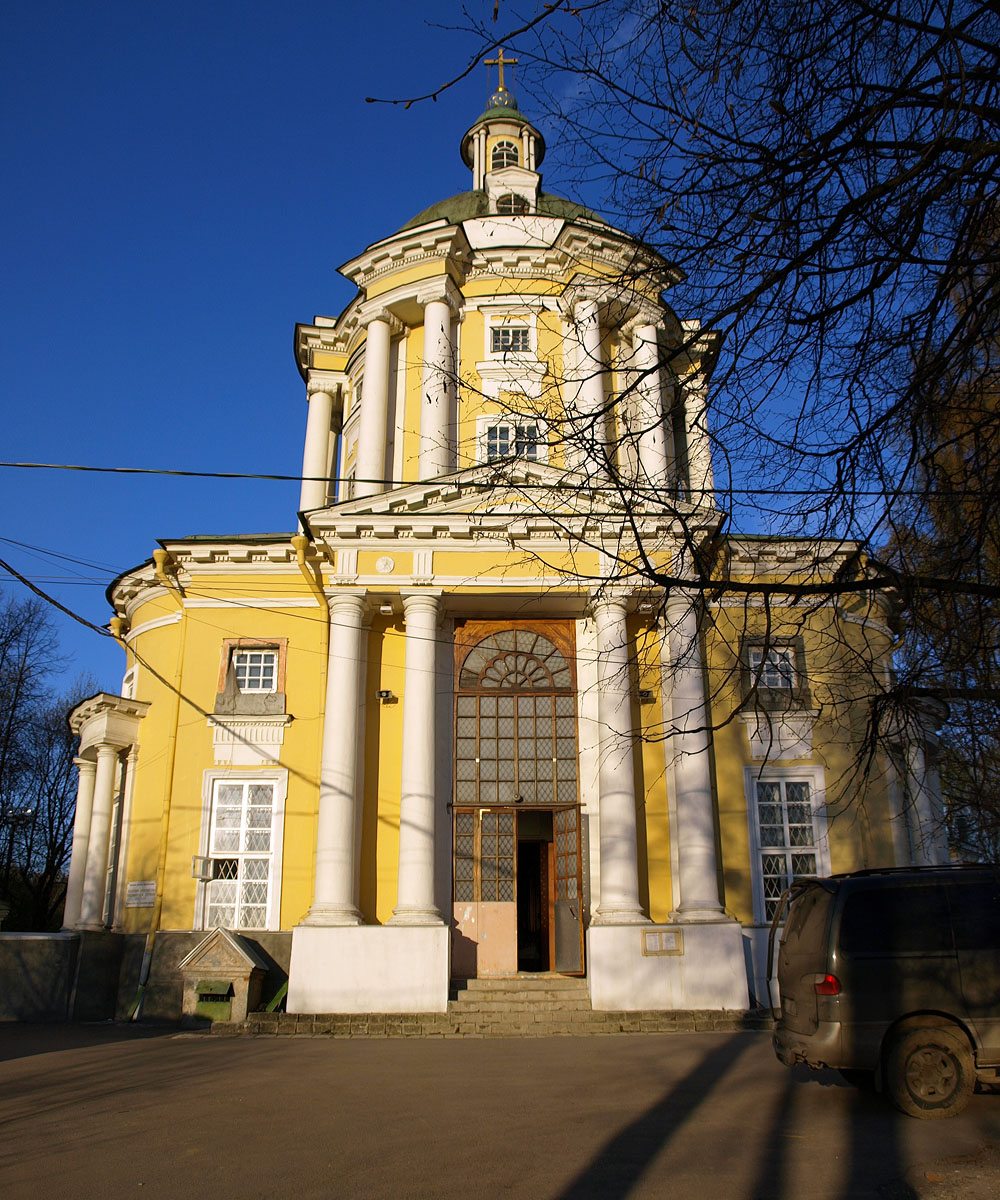
Храм Владимирской иконы Божией Матери в Виноградове
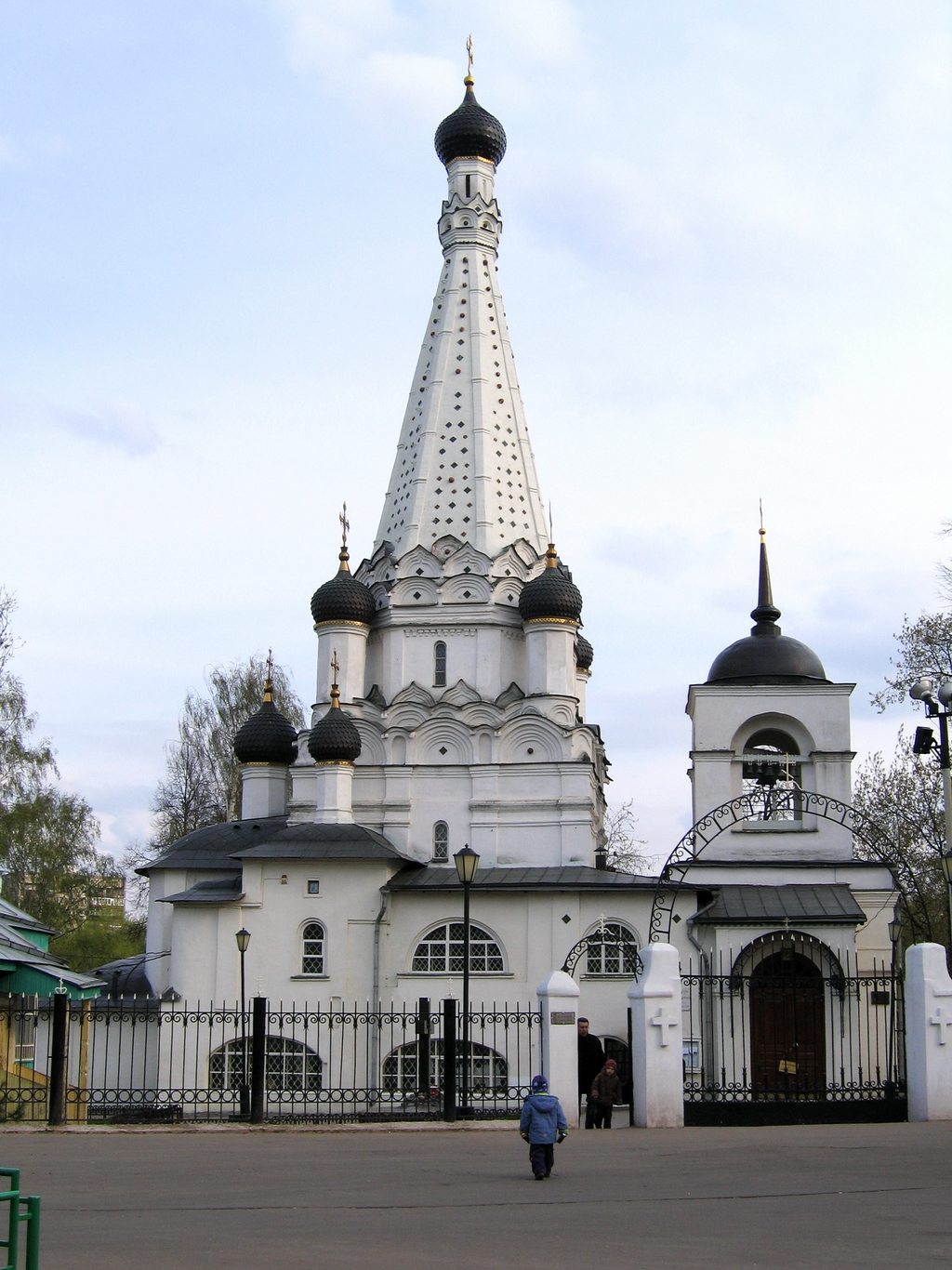
Храм Покрова Пресвятой Богородицы в Медведкове

Храмы Сергиевского благочиния: 
- Храм Преподобного Серафима Саровского в Раеве, Енисейская улица, 14.
- Храм Воздвижения Креста Господня в Алтуфьеве, Алтуфьевское шоссе, 147.
- Храм Успения Пресвятой Богородицы в Архангельском-Тюрикове, Дмитровское шоссе, 120, корпус 1, строение 1.
- Храм Святых мучеников Адриана и Наталии в Бабушкине, Ярославское шоссе, 95.
- Храм Преподобного Сергия Радонежского в Бибиреве, Костромская улица, 7.
- Храм Владимирской иконы Божией Матери в Виноградове, Дмитровское шоссе, 170.
- Храм Рождества Пресвятой Богородицы во Владыкине, Алтуфьевское шоссе, 4.
- Храм Покрова Пресвятой Богородицы в Медведкове, Заповедная улица, 52а, строение 1.
- Храм Святителя Николая — Патриаршее Подворье в Отрадном, улица Хачатуряна, 6, строение 2.
- Храм Святителя Спиридона Тримифунтского, Патриаршее подворье в Лианозове, Абрамцевская, 35

## Троицкое благочиние
Благочинный — протоиерей Георгий Климов, настоятель храма иконы Божией Матери «Нечаянная Радость» в Марьиной Роще.

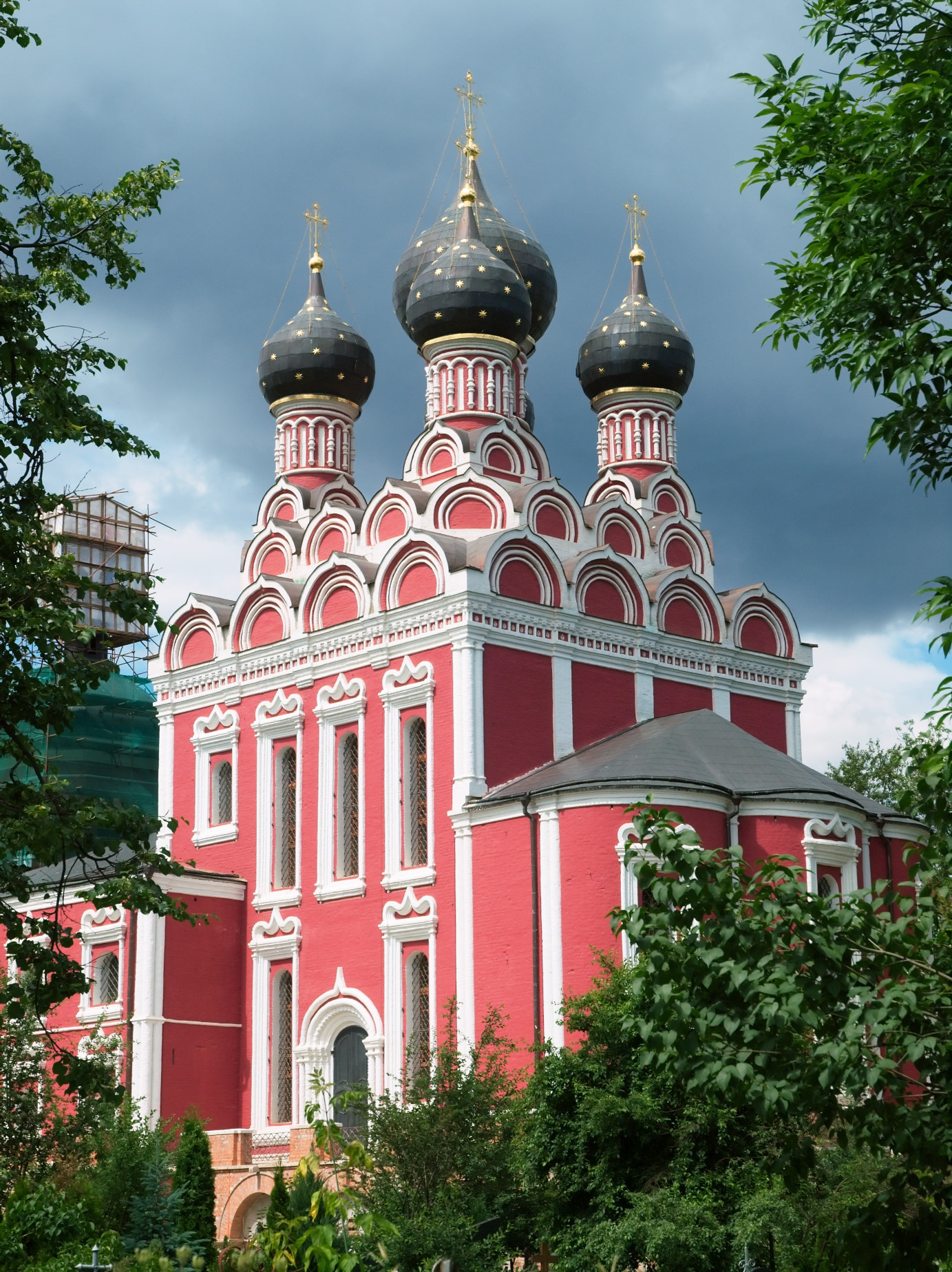
Храм Тихвинской иконы Божией Матери в Алексеевском
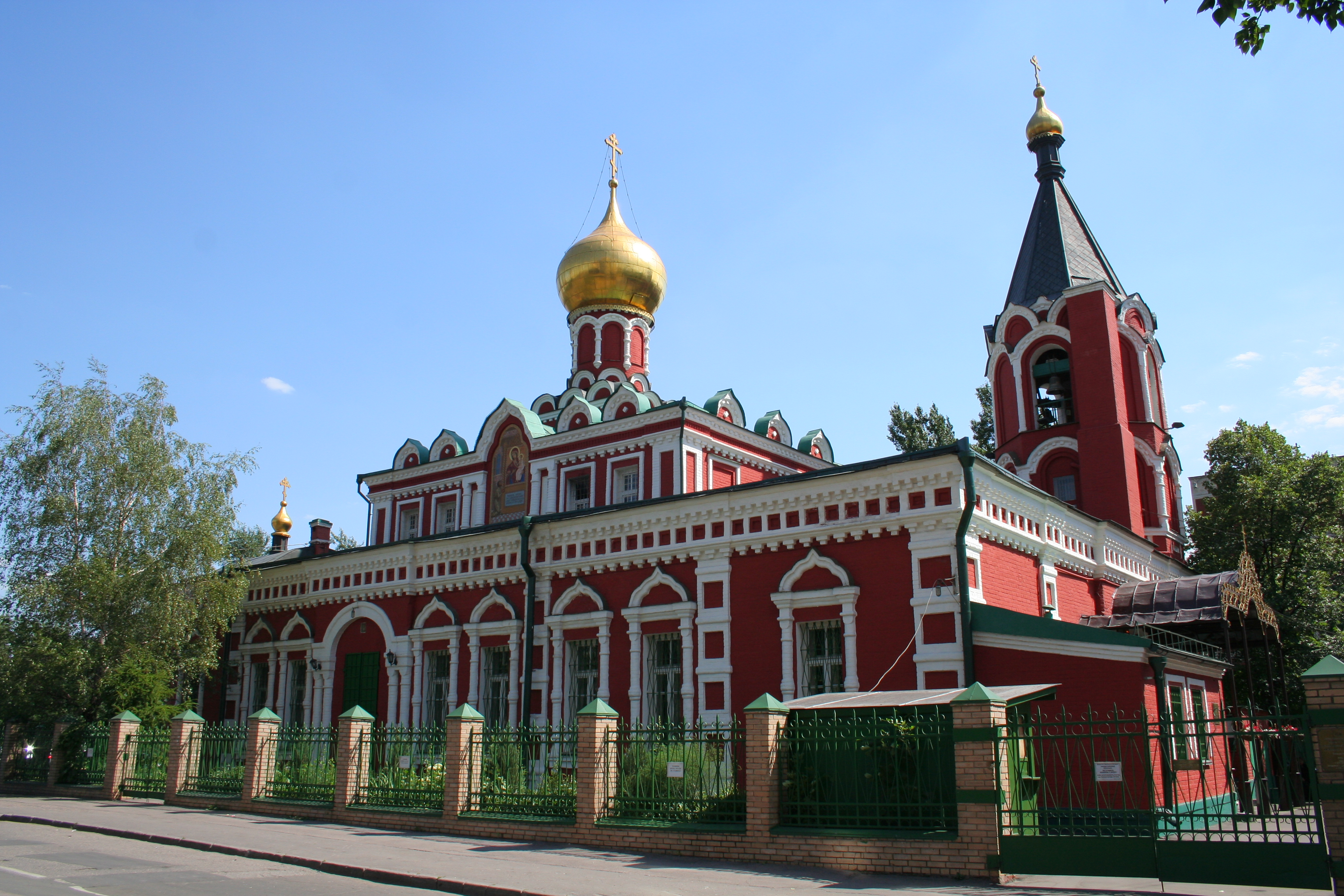
Храм иконы Божией Матери «Нечаянная радость» в Марьиной роще